# Naze Tower
Pour les articles homonymes, voir Naze.
Naze Tower ou Tour de Hanovre est située sur le cap The Naze, site d'intérêt scientifique particulier. C'était une tour de navigation, construite pour aider les navires sur cette côte difficile. Les visiteurs peuvent grimper l'escalier en colimaçon de 111 marches de cette tour en briques de 26 m de haut pour avoir un point de vue à 360 degrés sur la plage et la campagne. Elle contient un musée avec des expositions sur la tour, l'écologie et la géologie de cette péninsule, et le problème de l'érosion côtière. La tour dispose également d'une galerie d'art privée sur six étages avec des expositions temporaires plusieurs fois par an, et un salon de thé. La tour est une propriété privée. Elle n'est plus qu'à 50 m de la mer.
Elle est maintenant protégée en tant que monument classé du Royaume-Uni de Grade II* depuis 1984.

## Histoire
La tour a été construite en 1720-21 par Trinity House, et a été conçu pour travailler en collaboration avec la Walton Hall Tower pour guider les navires aux alentours du port d'Harwich. La tour portait des lampes à son sommet comme un phare. Les tours à Naze et à Walton Hall sont existantes sur une carte de 1673 par Richard Blome, qui à son tour était basé sur des cartes établies à la fin des années 1500. Naze Tower a donc remplacé une construction antérieure sur un emplacement similaire.
Au fil des ans, la tour connut une variété d'utilisations. Au XVIIIe siècle, c'était une maison de thé, dirigée par la célèbre actrice et maîtresse des aristocrates, Martha Raey. Puis ce fut un belvédère pendant les guerres napoléoniennes et encore pendant la grande guerre de 1914-18. Au cours de la Seconde Guerre mondiale, il a été utilisé comme une station de radar.
|                         |
| Plaque de Trinity House |

|            |
| Naze Tower |

### Lien connexe
- Liste des phares en Angleterre